# Мокрынино
Мокры́нино — деревня в Грязовецком районе Вологодской области России, на реке Комья.
Входит в состав Перцевского муниципального образования, с точки зрения административно-территориального деления — в Перцевский сельсовет.
Расстояние по автодороге до районного центра Грязовца — 3 км, до центра муниципального образования Слободы — 13 км. Ближайшие населённые пункты — Черницыно, Останино, Дроздово.
По данным переписи в 2002 году постоянного населения не было.